# Coste fijo
Los costos fijos o costes fijos (sólo en España) son aquellos costes que no son sensibles a pequeños cambios en los niveles de actividad de una empresa, sino que permanecen invariables ante esos cambios. La antítesis de los costes fijos son los costos variables. 
La diferenciación entre costo fijo y coste variable es esencial para obtener información apta para la toma de decisiones basadas en costes.
Suele relacionarse a los costos fijos con la estructura productiva y por eso suelen ser llamados también costes de estructura y utilizados en la elaboración de informes sobre el grado de uso de esa estructura. 
En general, los costos fijos devengan en forma periódica: una vez al año, una vez al mes, una vez al día, etc. Es por ello que se los suele llamar también costes periódicos.
Ejemplo de costos fijos, si una empresa produce 100 unidades de pollos, y su costo fijo de alquiler del local es $1000, el alquiler va a ser el costo fijo, ya que aunque produzca más cantidad de pollos en un mes, el coste de alquiler va mantenerse en ese margen. 
Costos hundidos o fijos (en México). Decir que la condición para producir exige que el precio sea igual o mayor que el costo variable medio, equivale a afirmar que a la empresa que incurre en pérdidas solo le compensará producir si éstas son iguales o menores que los costos fijos. Ese análisis nos lleva al concepto de costo fijo o irrecuperable, o costo hundido, es decir, el que ya se ha comprometido y no puede recuperarse. Es un costo que pertenece al pasado. Dado que con los costos hundidos no se puede hacer nada, de cara a las decisiones que toma el empresario sobre producir o no, lo más adecuado es ignorarlos. El análisis presentado evidencia que, frente a la decisión de producir o cerrar, los costos hundidos son irrelevantes. Se supone que este tipo de costos no pueden recuperarse deteniendo temporalmente la producción. En este sentido los costos fijos de la empresa son irrecuperables a corto plazo y, por tanto, pueden ignorarse cuando se decide la cantidad de producción.
Según R. JAcobi, los costos fijos son aquellos costos que la empresa debe pagar independientemente de su nivel de operación, es decir, produzca o no produzca debe pagarlos. Un costo fijo, es una erogación en que la empresa debe incurrir obligatoriamente, aun cuando la empresa opere a media marcha, o no lo haga, razón por la que son tan importantes en la estructura financiera de cualquier empresa. Es el caso por ejemplo de los pagos como el arrendamiento, puesto que este, así no se venda nada, hay que pagarlo. Sucede también con casi todos los pagos laborales, servicios públicos, seguros, etc.
Quizás el principal componente de los costos fijos es la mano de obra, por tanto, no es de extrañarnos que cada día las empresas luchen por una mayor flexibilidad laboral que les permite ir convirtiendo esos costos fijos en variables. Y es que los costos fijos representan un verdadero problema para las empresas, principalmente cuando por alguna razón, sus ingresos o productividad disminuyen, ya que en cualquier caso, tendrán que seguir asumiendo los costos fijos, y a nadie le hace gracia que mientras los ingresos bajen los costos no. Es por ello que las empresas hacen todo lo posible por disminuir la proporción de costos fijos, puesto que ello le permite adaptarse mejor a los altibajos operativos. Cuando los costos fijos son elevados, en un periodo poco productivo la empresa puede presentar pérdidas, algo que se puede evitar si los costos fijos se pudieran disminuir en la medida en que la producción disminuye, propiedad que tienen los costos variables.
Lo ideal para una empresa sería que sus costos estuvieran en función de los ingresos producidos, es decir que solo tuvieran costos variables, algo que es imposible, aunque sí es posible trabajar con un mínimo de costos fijos, y ese debe ser el objetivo de una buena gestión de costos.
- Datos: Q466764